# سيلفيو غوميز ليفا
سيلفيو غوميز ليفا (بالإسبانية: Silvio Gómez Leyva)‏ هو سياسي مكسيكي، ولد في 12 سبتمبر 1970 في ولاية واهاكا في المكسيك. حزبياً، نشط في حزب العمل الوطني. وقد انتخب عضو مجلس النواب المكسيك.